# 大森渚生
大森 渚生（おおもり しょう、1999年8月19日 - ）は、東京都出身のプロサッカー選手。Jリーグ・水戸ホーリーホック所属。ポジションはミッドフィールダー、ディフェンダー。
同じくプロサッカー選手でFC今治所属の大森理生は実弟。

## 略歴
小学校から高校まで東京ヴェルディのアカデミーに在籍。しかしトップチームに昇格することは叶わず、高校卒業後は日本大学に進学した。同大サッカー部では後にプロ入りする山内康太らとプレー。2021年10月、2022年シーズンからの栃木SC加入内定が発表された。
2022年より栃木SCに正式加入。2月19日、J2リーグ開幕戦のブラウブリッツ秋田戦でスタメン出場しプロデビュー。
2024年12月16日、水戸ホーリーホックへの完全移籍が発表された。

## 所属クラブ
- 東京ヴェルディジュニア
- 東京ヴェルディジュニアユース
- 東京ヴェルディユース
- 日本大学
- 2022年 - 2024年  栃木SC
- 2025年 -  水戸ホーリーホック

## 個人成績
| 国内大会個人成績 | 国内大会個人成績 | 国内大会個人成績 | 国内大会個人成績 | 国内大会個人成績 | 国内大会個人成績 | 国内大会個人成績 | 国内大会個人成績 | 国内大会個人成績 | 国内大会個人成績 | 国内大会個人成績 | 国内大会個人成績 |
| 年度             | クラブ           | 背番号           | リーグ           | リーグ戦         | リーグ戦         | リーグ杯         | リーグ杯         | オープン杯       | オープン杯       | 期間通算         | 期間通算         |
| 年度             | クラブ           | 背番号           | リーグ           | 出場             | 得点             | 出場             | 得点             | 出場             | 得点             | 出場             | 得点             |
| 日本             | 日本             | 日本             | 日本             | リーグ戦         | リーグ戦         | リーグ杯         | リーグ杯         | 天皇杯           | 天皇杯           | 期間通算         | 期間通算         |
| ---------------- | ---------------- | ---------------- | ---------------- | ---------------- | ---------------- | ---------------- | ---------------- | ---------------- | ---------------- | ---------------- | ---------------- |
| 2022             | 栃木             | 18               | J2               | 34               | 0                | -                | -                | 3                | 0                | 37               | 0                |
| 2023             | 栃木             | 6                | J2               | 36               | 1                | -                | -                | 3                | 0                | 39               | 1                |
| 2024             | 栃木             | 6                | J2               | 34               | 1                | 0                | 0                | 1                | 0                | 35               | 1                |
| 2025             | 水戸             | 2                | J2               |                  |                  |                  |                  |                  |                  |                  |                  |
| 通算             | 日本             | 日本             | J2               | 104              | 2                | 0                | 0                | 7                | 0                | 111              | 2                |
| 総通算           | 総通算           | 総通算           | 総通算           | 104              | 2                | 0                | 0                | 7                | 0                | 111              | 2                |

出場歴
- Jリーグ初出場 - 2022年2月19日 J2第1節 ブラウブリッツ秋田戦 (カンセキスタジアムとちぎ)
- Jリーグ初得点 - 2023年5月3日 J2第13節 ツエーゲン金沢戦 (カンセキスタジアムとちぎ)

## 代表・選抜歴
- 2021年 関東C・北信越選抜[5]